# Baba O'Riley
"Baba O'Riley" é uma canção do grupo musical britânico The Who, escrita por seu guitarrista Pete Townshend. O título da canção é uma combinação dos nomes das influências filosófica e musical da obra, Meher Baba e Terry Riley. 
Ela foi ranqueada na 340a posição da "Lista das 500 melhores canções de todos os tempos da Revista Rolling Stone". Ela também foi incluída no Rock and Roll Hall of Fame por aparecer na lista 500 Songs That Shaped Rock and Roll.

## Créditos Musicais
A musica foi composta por Pete Townshend
- Roger Daltrey – vocais
- Pete Townshend – vocais, sintetizador, piano, guitarras
- John Entwistle – baixo
- Keith Moon – baterias
- Dave Arbus – viola

## Na cultura popular
Na TV, foi o tema do seriado CSI:NY. Em filmes foi utilizada nos trailers do filme da Disney/Pixar, A Bug's Life e na abertura de 'Premium Rush'. Também é citado várias vezes na série da Netflix Sense8. A música também serviu de fundo para o trailer da série da Netflix 'Stranger Things'.

## Paradas Musicais
| Parada Musical (1972) | Posição |
| --------------------- | ------- |
| Dutch Singles Chart   | #11     |